# Oito remédios naturais
Os Oito Remédios Naturais são um conjunto de princípios de saúde adotados e ensinados pelos Adventistas do Sétimo Dia há mais de 100 anos.
Quando começaram a ser praticados pelos membros dessa organização, muitos não tinham respaldo científico. No entanto, ao longo das décadas, a Ciência se desenvolveu e começou a validar esses princípios. Atualmente eles também são recomendados por muitos médicos e profissionais de saúde independentes.

## 1. Água

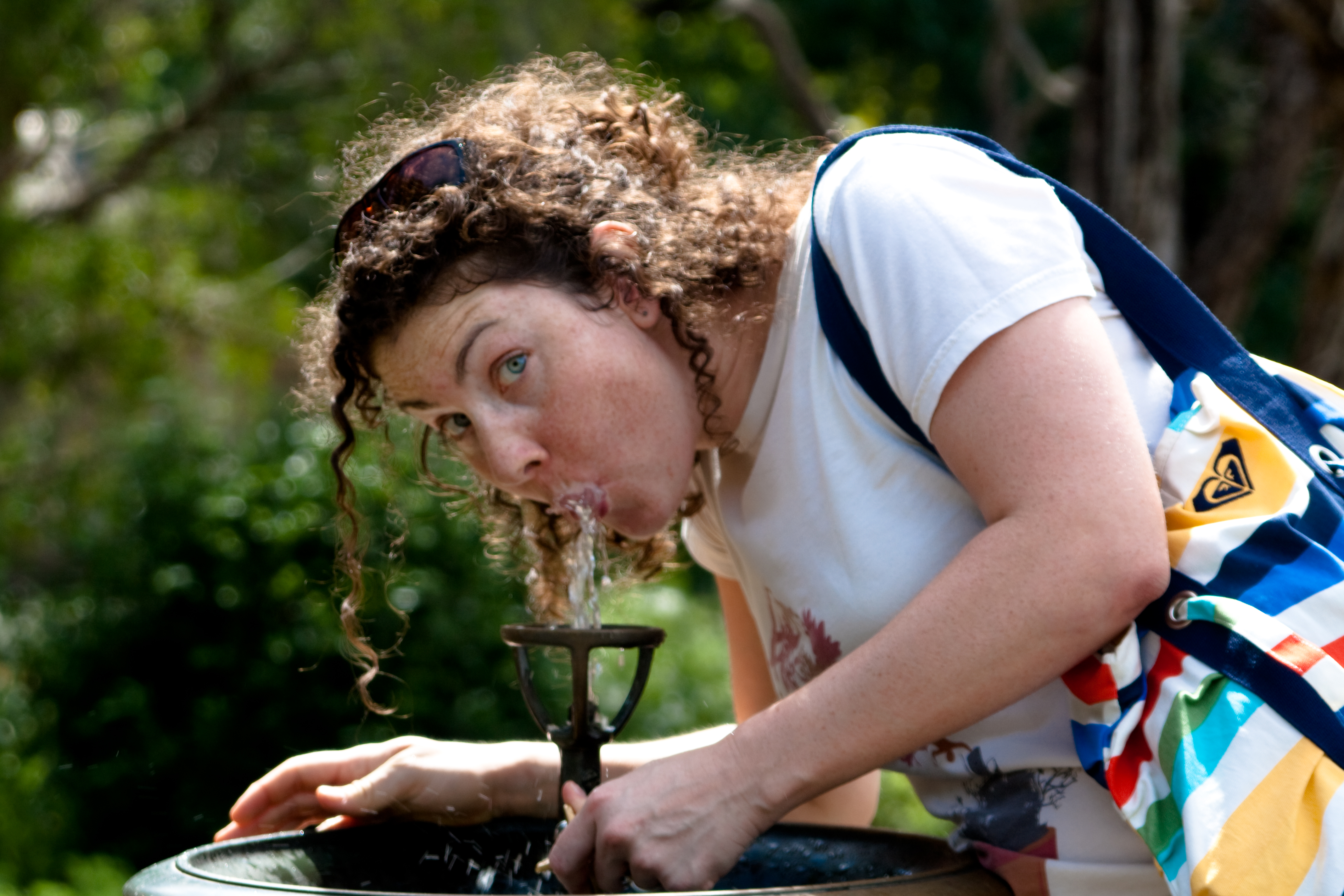
Beber água é muito importante.

A água é o componente principal de constituição do organismo humano, e por isso é fundamental ingeri-la para atender às necessidades diárias e manter o equilíbrio hídrico. A água consitui 60% do corpo humano, 90% do plasma sanguíneo e 80% do cérebro humano.[carece de fontes?] A água regula uma série de funções do organismo, contribuindo para o equilíbrio térmico, o bom funcionamento do intestino, prevenção  de cálculos renais, entre outros benefícios. A água participa ainda de todos os processos químicos que acontecem no organismo. O corpo humano funciona devido aos estímulos elétricos produzidos (e recebidos) pelo sistema nervoso. A água possui minerais que a tornam uma condutora de eletricidade. Portanto, ela permite a comunicação entre as células e o bom funcionamento dos sistemas. Tomar água em quantidade adequada é fundamental para manter ou restabelecer a saúde.

## 2. Ar puro

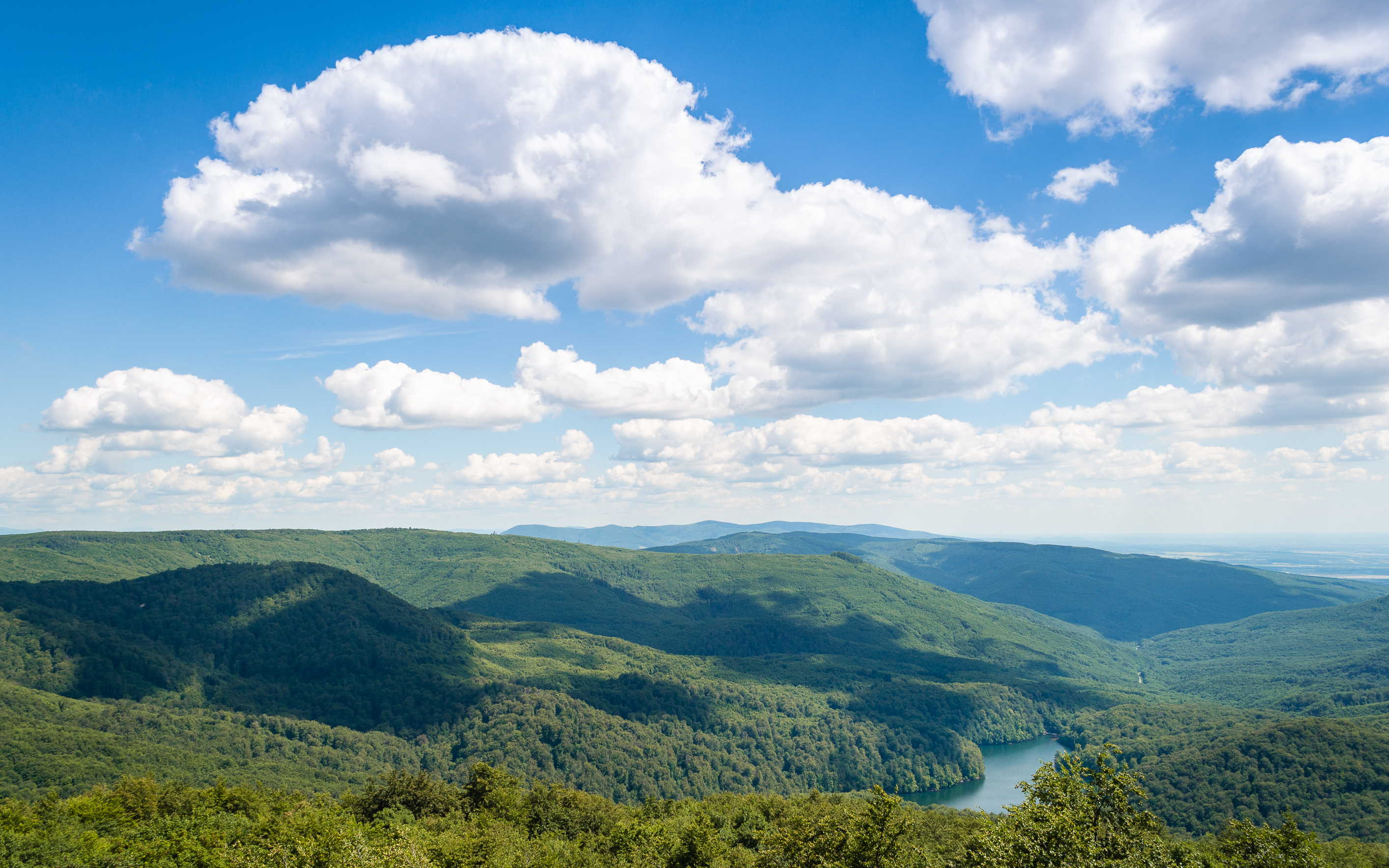
Respirar ar puro.

É importante viver em ambientes com baixos índices de poluição, onde o ar ainda é puro, livre de partículas e componentes químicos que prejudicam o organismo.

## 3.Alimentação saudável

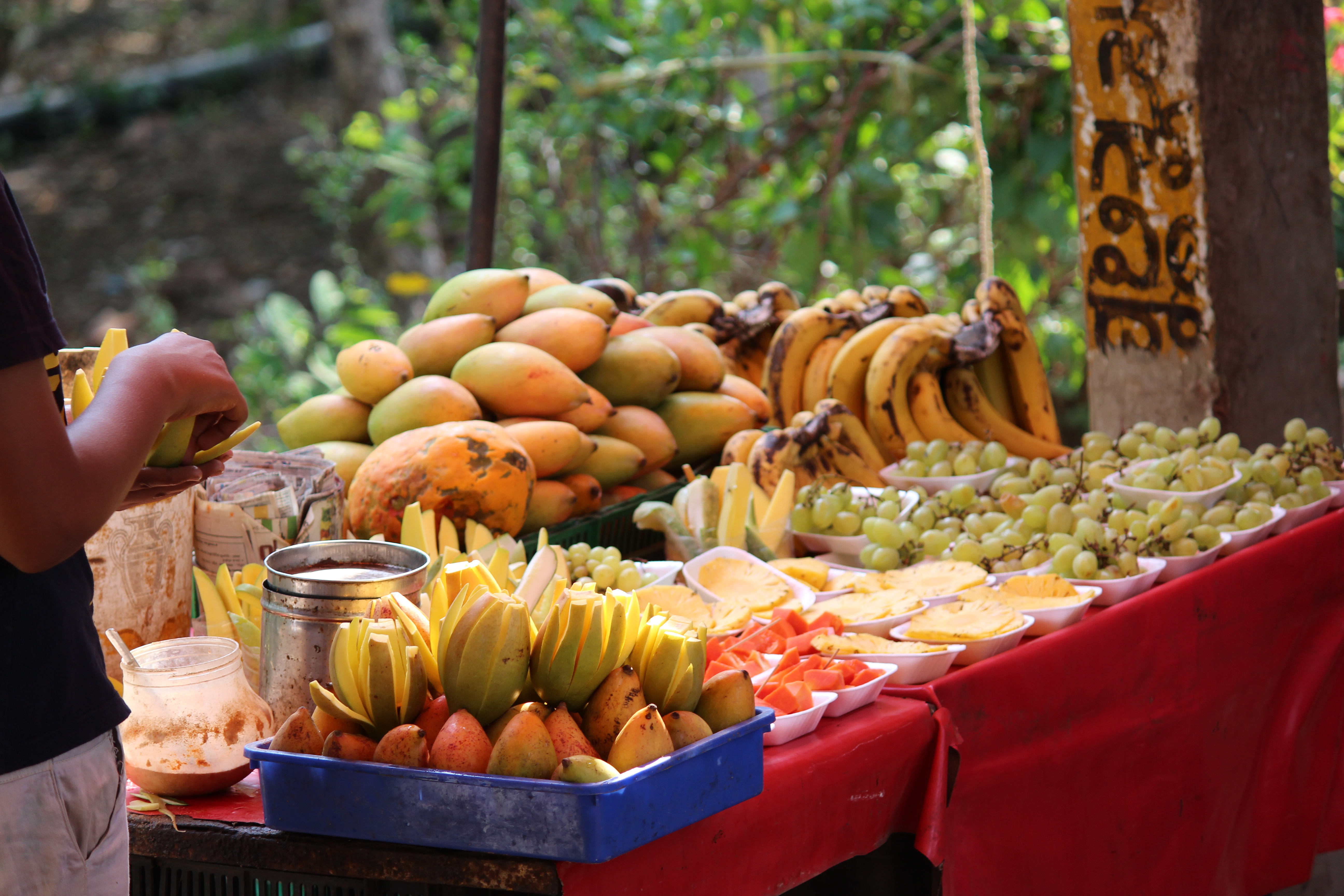
Alimentar-se bem.

A alimentação precisa conter todos os macronutrientes (carboidratos, proteínas e gorduras) e micronutrientes (vitaminas e minerais) que o corpo utiliza para obter energia, produzir novas células e regular suas funções.

## 4. Exercício físico

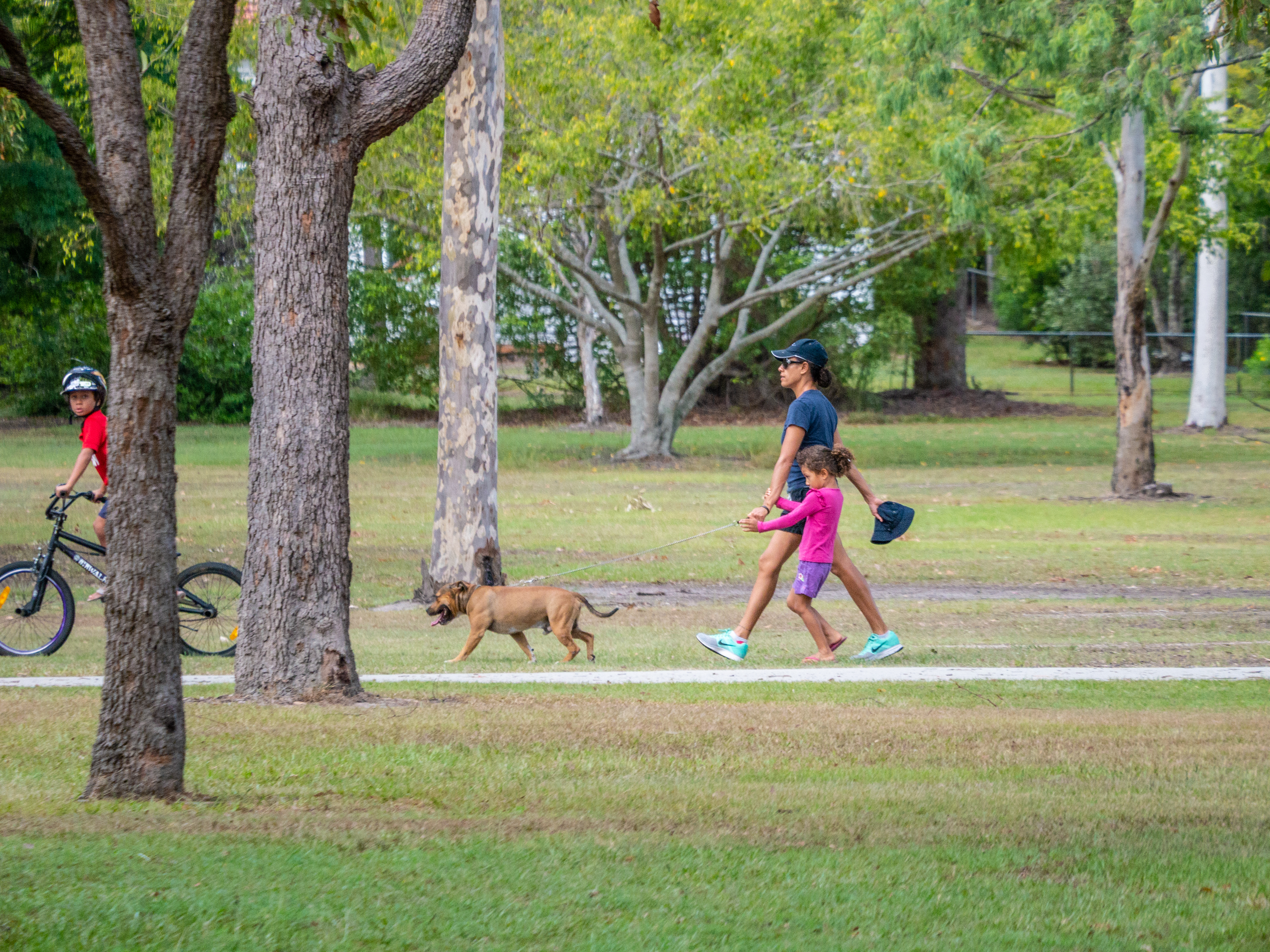
Praticar exercícios.

O exercício físico é outro fator fundamental para uma boa saúde. Além da sensação de bem-estar obtida através da produção de endorfinas, ele ajuda a dormir melhor, a manter o peso estável, contribui para evitar e a superar a depressão e está relacionado à prevenção do câncer, entre outros benefícios. A atividade física ainda preserva a massa muscular, contribuindo para manter a força física, proteger as articulações e favorecer a mobilidade, além de seu papel no fortalecimento do coração, estímulo ao bom funcionamento do intestino, aumento da imunidade e preservação das funções cognitivas, devido à produção de neurotransmissores que beneficiam o tono psíquico e o humor.

## 5. Repouso

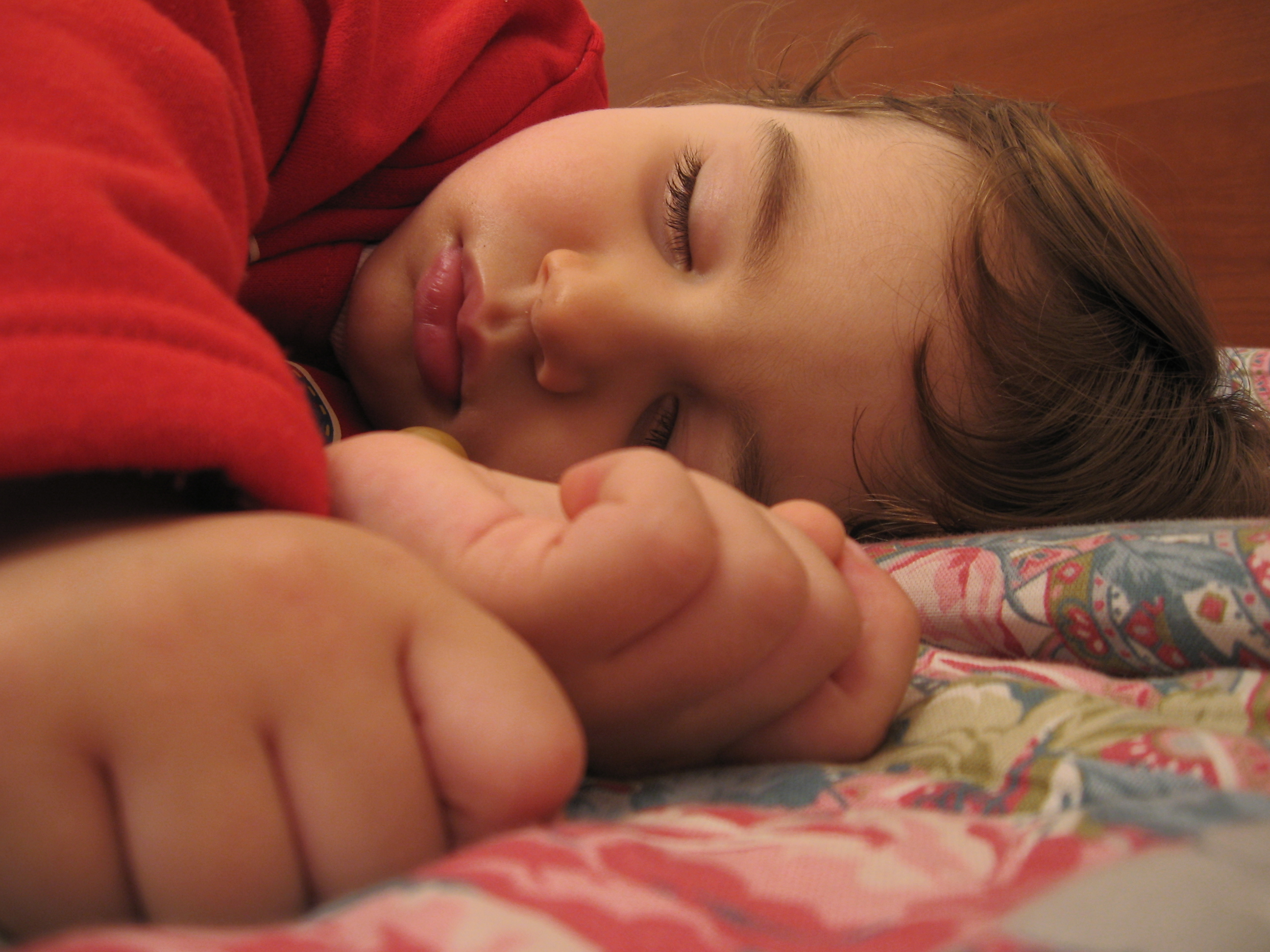
Repouso adequado.

O repouso é tão importante quanto o exercício. O corpo e o cérebro precisam desse período de descanso para se recuperarem do esforço do dia, organizar as informações recebidas, produzir novas células e hormônios importantes para regular o funcionamento do organismo. A falta do sono reparador está associada a uma série de problemas de saúde física e mental.
A insônia aumenta as chances de desenvolver doenças como diabetes, problemas cardiovasculares, inflamações, depressão e outros transtornos mentais. Portanto, se a pessoa não consegue dormir bem, é importante se esforçar para começar a ter noites reparadoras. A higiene do sono é um conjunto de ações que podem ajudar a condicionar o corpo e a mente para esse momento de descanso que é tão importante para a saúde e bem-estar.

## 6. Temperança

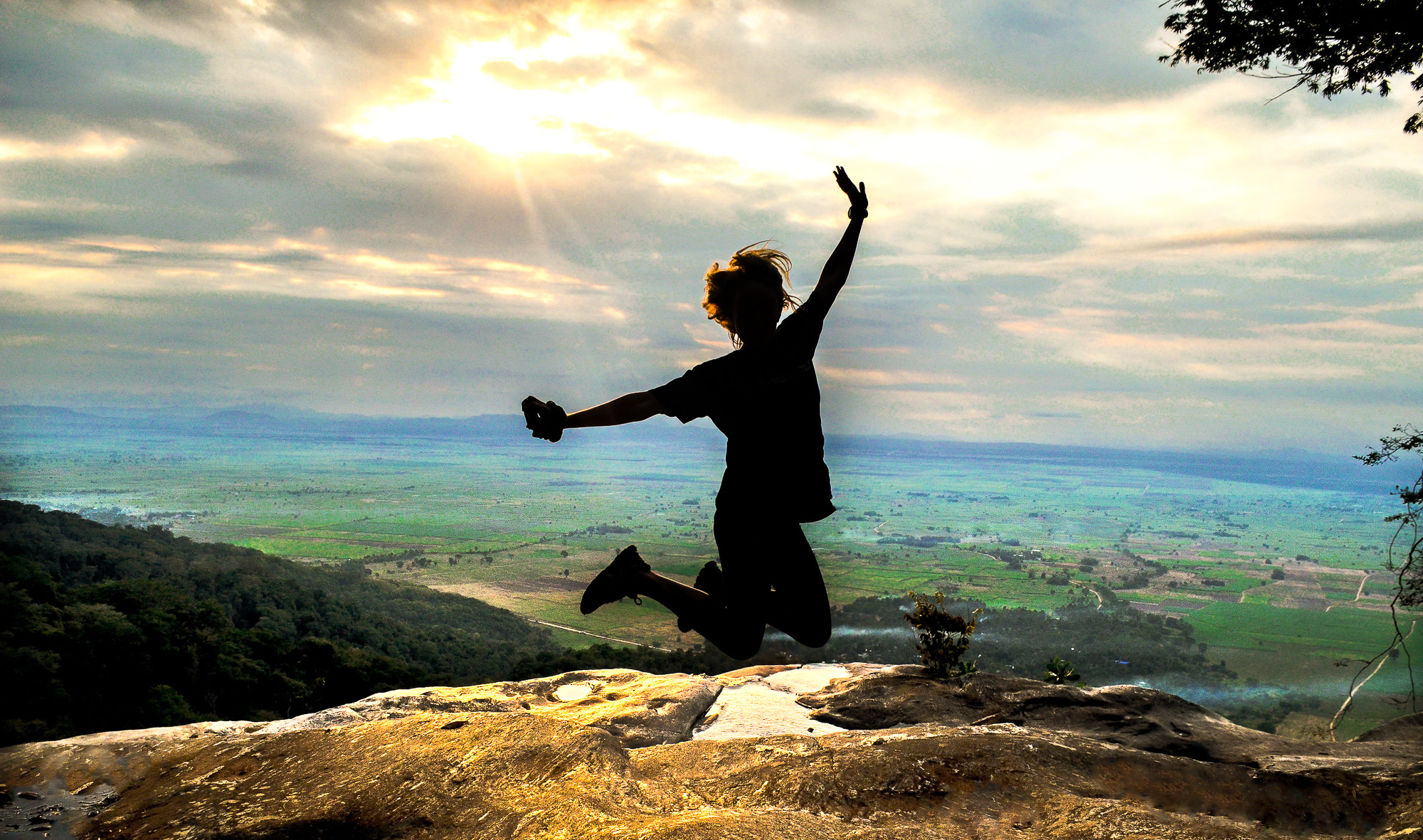
Não usar álcool, fumo ou drogas. Moderar o uso do sal e do açúcar.

Por temperança entende-se da capacidade de usar com moderação aquilo que faz bem e praticar a abstinência em relação ao que provoca doenças. Alguns exemplos de hábitos nocivos são o tabagismo, uso de substâncias químicas, consumo de álcool e alimentos adoçados, entre outros. A ingestão de bebidas alcoólicas, mesmo em doses moderadas, aumentam os riscos de câncer.

## 7. Luz solar

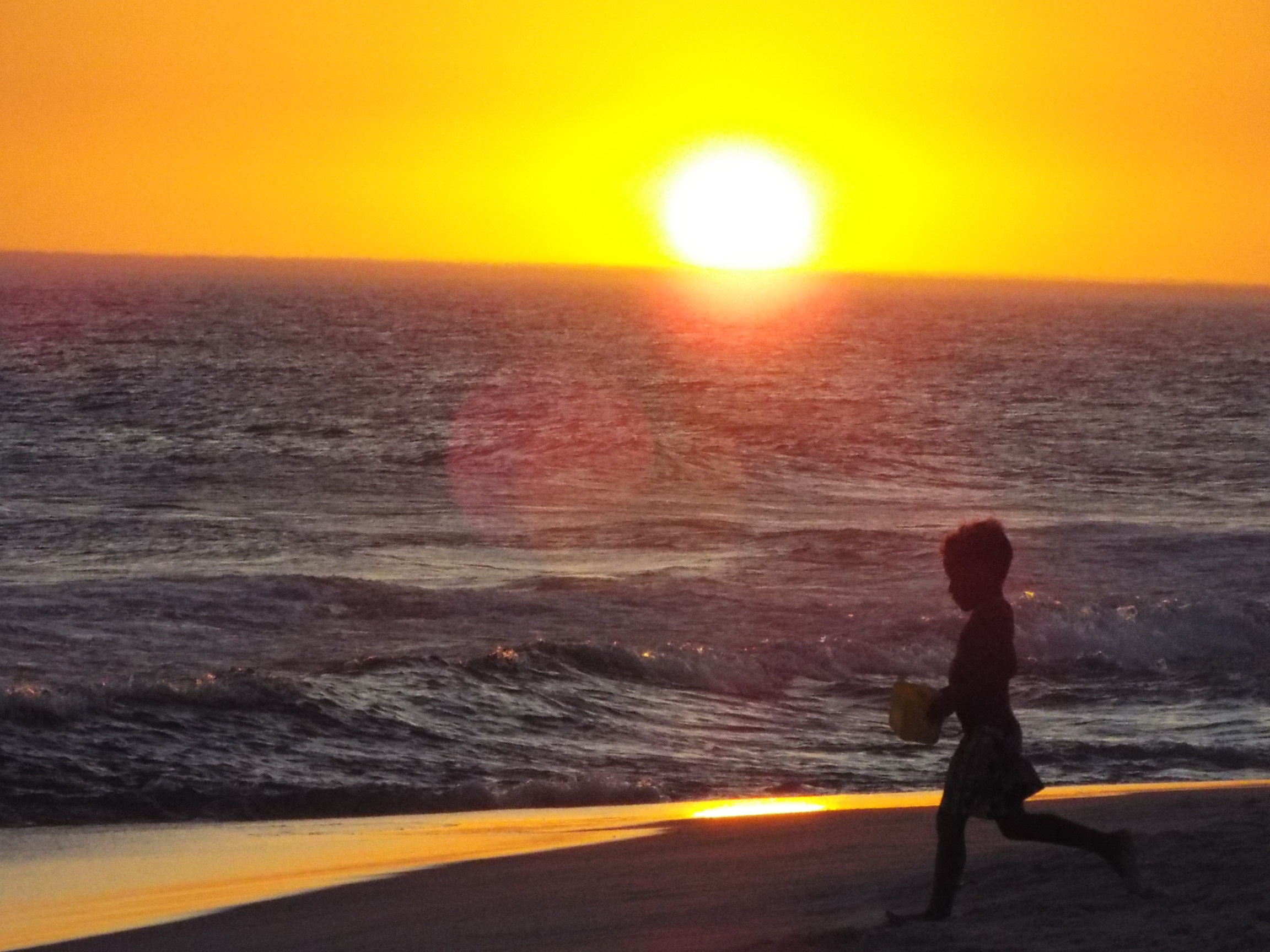
Tomar luz solar.

O contato diário com a luz solar é muito importante para a manutenção da saúde. A luz solar promove uma série de reações químicas no organismo. Os raios desencadeiam mecanismos de controle da pressão arterial. A exposição controlada à luz solar é importante para a 
produção de vitamina D, um hormônio associado à prevenção de uma série de doenças.

## 8. Fé

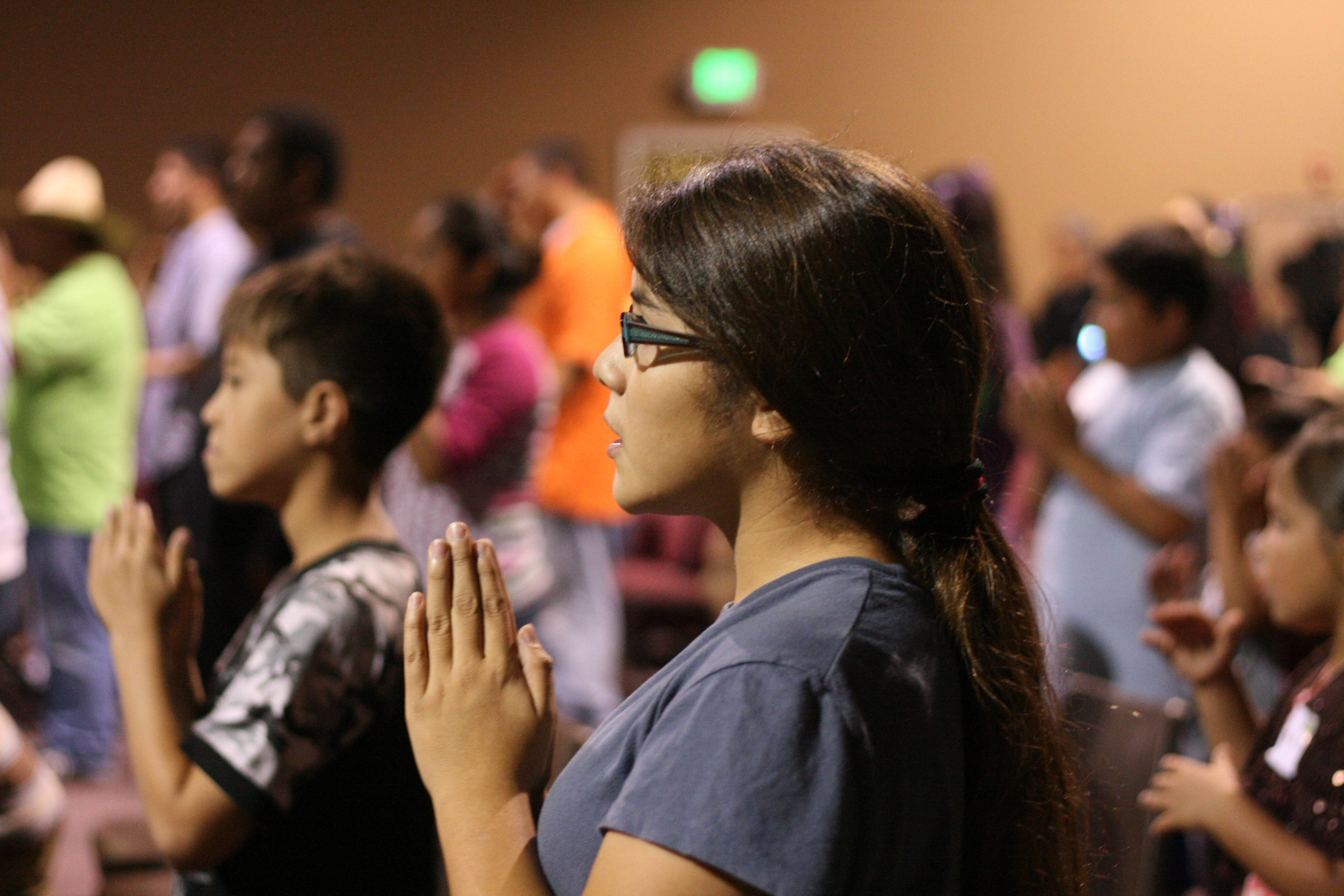
Confiar em Deus.

Vários estudos demonstram que a fé ou espiritualidade é capaz de gerar significado e valor para a vida humana, além de influenciar positivamente na saúde e processos de cura. Mário Borba, diretor científico de um projeto da Sociedade Brasileira de Cardiologia que estuda a relação entre espiritualidade e a Medicina, afirma que "já não temos dúvidas de que a fé contribui para a saúde. Queremos entender melhor agora até onde vão seus efeitos e de que forma ela os propicia".